# Oudelande
Oudelande est un petit village de la commune néerlandaise de Borsele, en Zélande. Il compte 713 habitants (2008).

## Histoire
Jusqu'en 1970, Oudelande était une commune à part entière.
Les seigneurs de Baarland, le village voisin, ont eu autrefois beaucoup d'influence à Oudelande où ils ont levé des impôts et imposé d'autres obligations encore.

## Monuments et patrimoine
L'église protestante date du XVe siècle ; le clocher a été érigé vers 1400. Les cloches ont été confisquées durant la Seconde Guerre mondiale, mais elles furent retrouvées plus tard et réinstallées dans le clocher.
À côté de l'église, autour d'un marronnier, on peut voir le klapbanke : ce sont de petits bancs où l'on peut échanger les ragots du village. Les tilleuls dans les rues autour de l'église sont caractéristiques ( leilinden).
L'ancienne petite gare du train à vapeur Goes-Borsele se trouve au nord d'Oudelande. Depuis quelques années déjà, l'activité de cette ligne de chemin de fer touristique est toutefois limitée à Hoedekenskerke.
Autour du village, on trouve surtout des terres arboricoles (culture des pommiers principalement) et des champs.

## Galerie

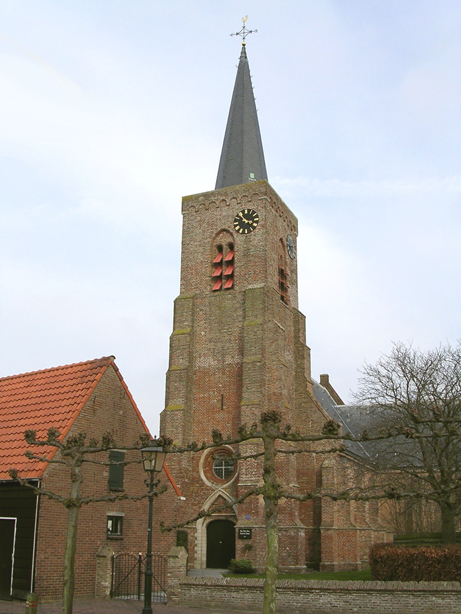
Église de la Nederlandse Hervormde Kerk (à l'avant-plan, des leilinden).
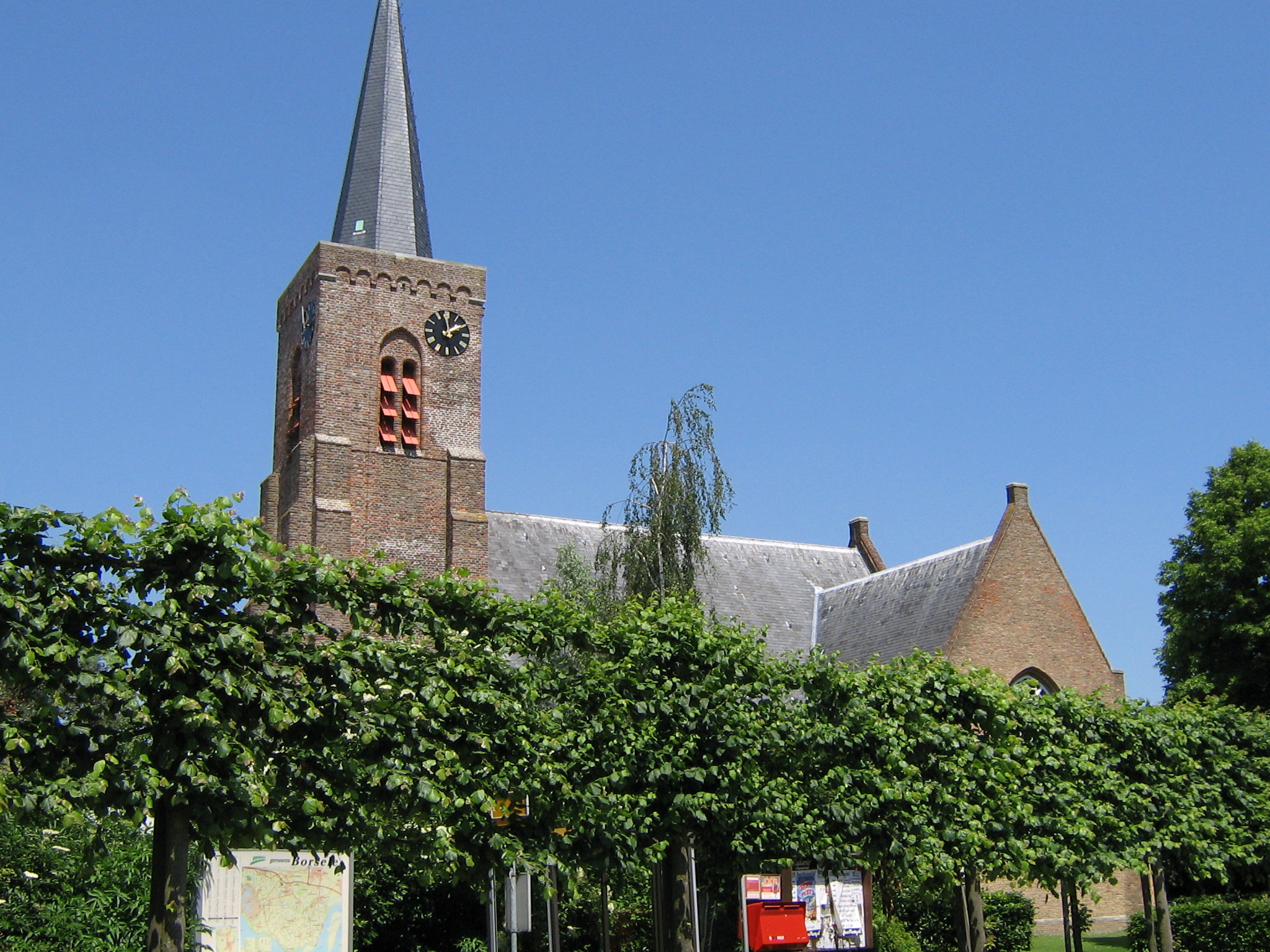
Autre vue de l'église.

## Source
- (nl) Cet article est partiellement ou en totalité issu de l’article de Wikipédia en néerlandais intitulé « Oudelande » (voir la liste des auteurs).